# P.F. Thomése
Pieter Frans Thomése (Doetinchem, 23 januari 1958) is een Nederlands schrijver.

## Levensloop
Van 1979 tot 1984 was Thomése redacteur en verslaggever bij het Eindhovens Dagblad. In 1984 pakte hij zijn geschiedenisstudie voor drie jaar weer op, maar voltooide deze niet. Daarna schreef Thomése voor het weekblad De Tijd en leverde hij bijdragen aan NRC Handelsblad, enkele regionale dagbladen en Vrij Nederland.
Van januari 1998 tot april 2001 was Thomése redacteur van De Revisor.

## Literair werk
Thomése publiceerde zijn eerste literaire verhaal in 1986 in het literair tijdschrift De Revisor. Dit verhaal maakte in 1990 deel uit van zijn debuut in boekvorm, de verhalenbundel Zuidland. In 1991 en 2003 ontving hij literaire prijzen. In september 2007 verscheen zijn roman Vladiwostok! over het "politieke bedrijf" in Den Haag, de media en andere valkuilen. Vladiwostok! werd genomineerd voor de Gouden Uil 2008. Een jaar later werd de bundel Nergensman. Autobiografieën genomineerd voor de Gouden Uil 2009. 
In 2011 werd zijn roman De weldoener genomineerd voor de AKO Literatuurprijs. In het voorjaar van 2012 werd Grillroom Jeruzalem bekroond met de Bob den Uyl-prijs voor het beste reisboek van het jaar.
De roman De onderwaterzwemmer (2015) haalde de shortlist van alle drie de grote publieksprijzen: ECI Literatuurprijs 2015, Libris Literatuurprijs 2016 én Fintro Literatuurprijs 2016, en werd bekroond met de Fintroprijs van de Lezersjury.

## Polemiek rondom Thomése
Een aantal malen belandde Thomése in stevige literaire polemieken. Leon de Winter verweet hem antisemitisme naar aanleiding van een column van zijn hand in de GPD-bladen. Joost Zwagerman verweet hem dubbelhartigheid inzake cultuurpessimisme; Thomése had medio jaren negentig in de Revisor een essay gepubliceerd getiteld De narcistische samenzwering, waarin hij het commercialisme in de literatuur hekelde. Naar de mening van critici verweet hij een schrijver als Connie Palmen het zoeken van publiciteit met autobiografische literatuur. In de essaybundels Nergensman en Verzameld nachtwerk gaat Thomése uitgebreid in op deze problematiek. 

## Prijzen
- 1991 - AKO Literatuurprijs voor Zuidland
- 2003 - Max Pam Award voor Schaduwkind
- 2010 - Esta Luisterboek Award voor J.Kessels: The Novel
- 2012 - Bob den Uyl-prijs voor Grillroom Jeruzalem
- 2016 - Prijs van de Lezersjury Fintro Literatuurprijs voor De Onderwaterzwemmer

## Bestseller 60
| Boeken met noteringen in de Nederlandse Bestseller 60 | Jaar van verschijnen | Datum van binnenkomst | Hoogste positie | Aantal weken | Opmerkingen                               |
| ----------------------------------------------------- | -------------------- | --------------------- | --------------- | ------------ | ----------------------------------------- |
| Schaduwkind                                           | 2003                 | 24-09-2003            | 5               | 27           | bekroond met de Max Pam Award             |
| Vladiwostok!                                          | 2007                 | 12-09-2007            | 23              | 4            |                                           |
| J. Kessels: The Novel                                 | 2009                 | 18-03-2009            | 22              | 5            | in 2015 verfilmd onder de naam J. Kessels |
| De onderwaterzwemmer                                  | 2015                 | 06-05-2015            | 5               | 21           |                                           |
| BLACK-OUT                                             | 2024                 | 04-09-2024            | 14              | 5            |                                           |

- Bibsys: 4086135
- Biblioteca Nacional de España: XX1003050
- Bibliothèque nationale de France: cb131875056 (data)
- Digitale Bibliotheek voor de Nederlandse Letteren: thom010
- Gemeinsame Normdatei: 121477266
- International Standard Name Identifier: 0000 0001 1029 2113
- Library of Congress Control Number: n95031388
- Nationale Bibliotheek van Polen: a0000002683260
- Nederlandse Thesaurus van Auteursnamen: 075266784
- Istituto Centrale per il Catalogo Unico: PUVV215159
- Système universitaire de documentation: 081714114
- Virtual International Authority File: 71533092
- WorldCat: E39PBJdGPCXD3MHJtY3TthwwG3